# Серхой
Серхой (чечен. Саьрхой) — чеченский тайп. Абсолютное большинство проживают в селе Старая Сунжа Грозненского района Чеченской Республики (пригород Грозного). Чеченский историк Индарби Бызов, сообщает о том, что селение Старая Сунжа (чечен. Соьлжа, устар. чечен. Мамакхин-Кӏотар), было основано представителями тайпа ялхой.

## География
На территории Грозненского района Чечни существует Сярхойн татол (чечен. Саьрхьойн татол) «Серхойцев оросительный канал». Который был проложен ещё в XIX веке от реки Сунжа до посевных полей села Старая Сунжа.
В черте села Старая Сунжа имеется квартал «Сярхойн юк» где проживают представители тайпа серхой (чечен. Саьрхьойн юкъ) "Серхойцев квартал).